# Рунду
Рунду (на английски: Rundu) е град в северна Намибия, разположен на границата с Ангола и административен център на Регион Окаванго. Населението му е около 44 000 души. Разположен е на около 1000 м надморска височина. Географски координати: 17°55′00″ ю. ш. 19°46′00″ и. д. / 17.916667° ю. ш. 19.766667° и. д.

## История
Рунду се формира като място за почивка на колониалистите, които отвеждали местното население като евтина работна ръка, която да работи в техните ферми. Това продължило до 1940 г. След този период града започва да расте в мултиетническа среда. Населението на самия регион също започва рязко да нараства и достига до днешните 203 000 души. Основните сгради са построени от чернокожи работници, благодарение на които града израства.

## Транспорт
Летище Рунду се намира на пет километра югоизточно от града. То е важна точка използвана за туризъм и товарен транспорт.